# Santiago Peña
Santiago Peña Palacios (Asunción, 16 de noviembre de 1978) es un político y economista paraguayo, actual presidente de la República del Paraguay desde el 15 de agosto de 2023. Afiliado al Partido Colorado, previamente ocupó cargos en el Directorio del Banco Central del Paraguay y fue ministro de Hacienda entre 2015 y 2017.

## Primeros años
Nació el 16 de noviembre de 1978, en la capital paraguaya de Asunción, en el seno de una familia conformada por José María Peña Nieto y Ana María Palacios, esta última una argentina oriunda de Buenos Aires. Una investigación sugiere que es descendiente directo de José Gaspar Rodríguez de Francia.
Tras realizar estudios de economía en la Universidad Católica Nuestra Señora de la Asunción, obtuvo el título de economista. Obtuvo una maestría en administración pública por la Universidad de Columbia de los Estados Unidos.

## Carrera profesional
Fue funcionario del Banco Central del Paraguay (BCP) entre los años 2000 y 2009, desempeñándose en el Departamento de Estudios Monetarios y Financieros de la Gerencia de Estudios Monetarios, y en el Departamento de operaciones de mercado abierto. Luego pasó al Fondo Monetario Internacional en Washington D. C., Estados Unidos, donde prestó servicios en el Departamento Africano. Fue analista del Fondo de Desarrollo Industrial, trabajó en el Fondo Monetario Internacional y hasta su designación como ministro ejercía el cargo de miembro del Directorio del BCP.
Ejerció la docencia como profesor adjunto de teoría financiera en la Universidad Católica de Asunción (2004) y como profesor titular de teoría económica en la misma universidad al año siguiente; ha publicado trabajos de investigación en áreas de política monetaria y finanzas. A partir del año 2017, invitado por el profesor ecuatoriano Roberto Izurieta, participa como profesor visitante de la Graduate School of Political Management de la Universidad de George Washington, donde comparte su experiencia en la administración pública paraguaya y asesora la tesis de Geovanny Vicente Romero, columnista de CNN y profesor de la Universidad de Columbia.[cita requerida]
Tras su derrota en las elecciones internas del Partido Colorado de 2017, volvió al sector económico al ser nombrado miembro del directorio del Banco Amambay (actualmente Banco Basa) en marzo de 2018. La entidad bancaria está directamente relacionada a Horacio Cartes, expresidente del Paraguay, bajo cuyo gobierno Santiago Peña se desempeñó como ministro de Hacienda, debido a que su hermana, Sarah Cartes, es la principal accionista al ser propietaria de 91% del paquete accionario.

## Carrera política

### Ministro de Hacienda
En enero de 2015, Peña fue nombrado ministro de Hacienda por el presidente Horacio Cartes, en sustitución de Germán Rojas.

### Afiliación al Partido Colorado

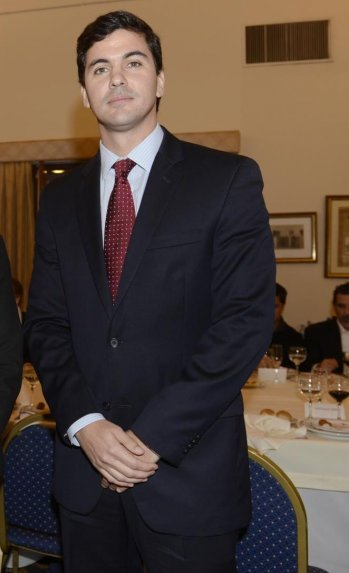
Peña en su época como ministro de Hacienda

El 29 de octubre de 2016, Peña se afilió al Partido Colorado tras haber estado afiliado al Partido Liberal Radical Auténtico (PLRA) desde los 17 años. Su afiliación causó controversia, debido a informes que afirmaban que Peña se había afiliado al Partido Colorado, el partido de gobierno del presidente de Paraguay, Horacio Cartes, luego de que Cartes diera a conocer que los ministros que no fueran de dicho partido serían destituidos. Peña por su parte afirmó que esa decisión fue resultado de un proceso de reflexión tanto personal como familiar: «Me siento con la conciencia tranquila de saber que he actuado en función a mis convicciones y el sentido de pertenencia a un proyecto en beneficio del desarrollo del país», afirmó. Recordó también que es descendiente de uno de los fundadores del Partido Colorado, Jaime Peña. Su afiliación al PLRA fue cancelada por resolución del Juzgado de Primera Instancia en lo Electoral el 4 de septiembre de 2017, que resolvió suspender y eliminar los datos de Peña del registro de afiliados de dicho partido.

### Elecciones presidenciales de 2017 y 2022

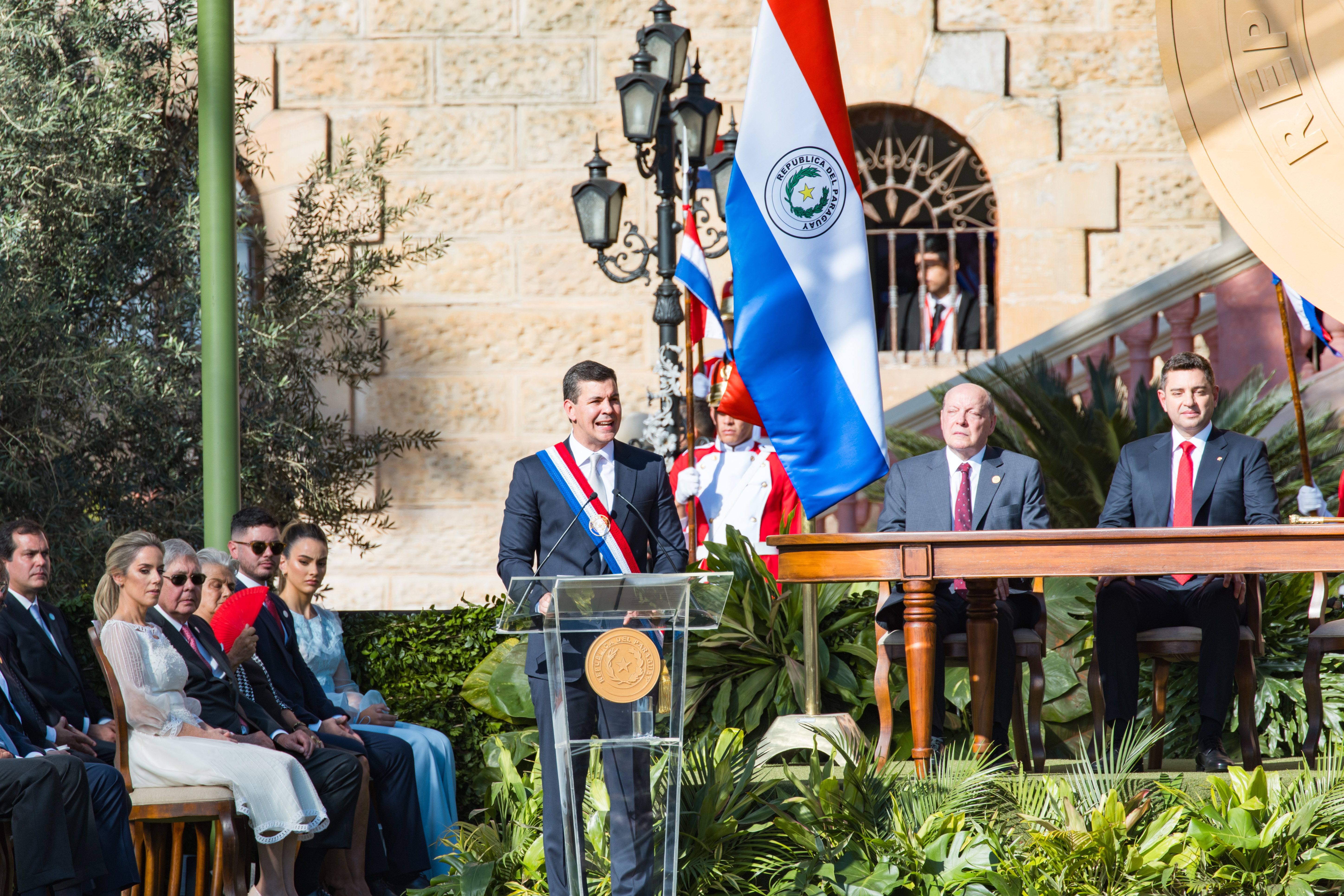
Peña en su discurso de inauguración como presidente el 15 de agosto de 2023

Tras su afiliación al Partido Colorado, Peña comenzó a activar en el partido bajo el movimiento interno de Cartes, Honor Colorado. Fue precandidato a la presidencia en las elecciones internas del Partido Colorado de 2017, logrando 482.649 votos, por debajo de Mario Abdo Benítez quien obtuvo 567.592 votos. 
Cinco años después en 2022, ganó a las elecciones internas del partido para convertirse en su candidato presidencial a las elecciones 30 de abril de 2023. Su precandidatura nuevamente estuvo asociada al expresidente Horacio Cartes, que fue electo presidente del Partido Colorado en las mismas elecciones internas, con Peña imponiéndose sobre la campaña de Arnoldo Wiens, quien era el candidato promovido por el entonces mandatario, Mario Abdo Benítez.

## Gobierno y gabinete

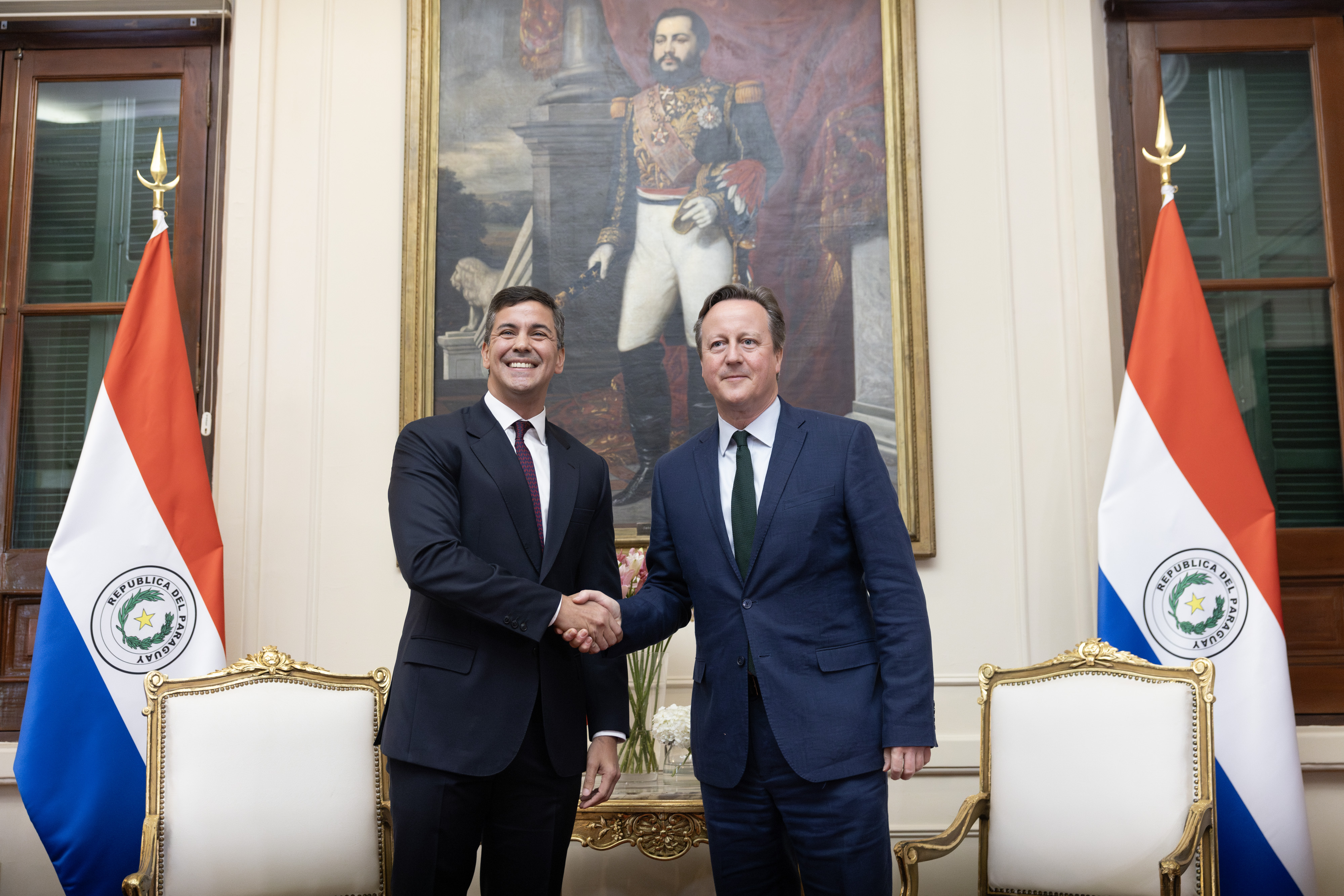
Peña con el canciller y ex primer ministro británico David Cameron, en febrero de 2024.

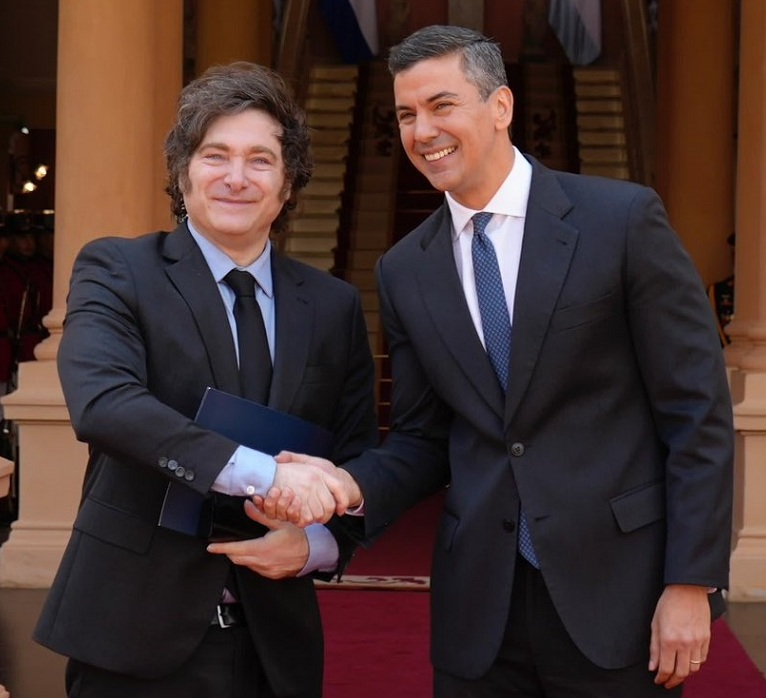
Peña con el presidente argentino Javier Milei, en abril de 2025.

Peña manifestó su intención de que su gabinete esté compuesto en su totalidad o en su mayoría por miembros del Partido Colorado. El presidente, el vicepresidente y los demás miembros del gabinete asumieron sus funciones el 15 de agosto de 2023.
| Ministerios del Gobierno deSantiago Peña                                      | Ministerios del Gobierno deSantiago Peña | Ministerios del Gobierno deSantiago Peña | Ministerios del Gobierno deSantiago Peña    | Ministerios del Gobierno deSantiago Peña |
| Cartera                                                                       | Titular                                  | Profesión                                | Período                                     | Ref.                                     |
| ----------------------------------------------------------------------------- | ---------------------------------------- | ---------------------------------------- | ------------------------------------------- | ---------------------------------------- |
| Jefatura de Gabinete                                                          | Lea Giménez                              | Economista                               | 15 de agosto de 2023 - 15 de agosto de 2024 | [ 19 ] [ 20 ]                            |
| Ministerio del Interior                                                       | Enrique Riera Escudero                   | Abogado                                  | 15 de agosto de 2023 -                      | [ 21 ]                                   |
| Ministerio de Economía y Finanzas                                             | Carlos Gustavo Fernández Valdovinos      | Economista                               | 15 de agosto de 2023 -                      | [ 22 ]                                   |
| Ministerio de Relaciones Exteriores                                           | Rubén Ramírez Lezcano                    | Economista y diplomático                 | 15 de agosto de 2013 -                      | [ 23 ]                                   |
| Ministerio de Salud Pública y Bienestar Social                                | María Teresa Barán                       | Médica familiar y salubrista             | 15 de agosto de 2023 -                      | [ 24 ]                                   |
| Ministerio de la Mujer                                                        | Cynthia Figueredo                        | Contadora pública                        | 15 de agosto de 2023 -                      | [ 25 ]                                   |
| Ministerio de Justicia                                                        | Ángel Ramón Barchini                     | Abogado y notario                        | 15 de agosto de 2023 - 23 de mayo de 2024   | [ 26 ] [ 27 ]                            |
| Ministerio de Justicia                                                        | Rodrigo Nicora Villamayor                | Abogado                                  | 23 de mayo de 2024 -                        | [ 28 ]                                   |
| Ministerio de Trabajo, Empleo y Seguridad Social                              | Mónica Recalde                           | Abogada                                  | 15 de agosto de 2023 -                      | [ 29 ]                                   |
| Ministerio de Obras Públicas y Comunicaciones                                 | Claudia Centurión                        | Ingeniera Civil                          | 15 de agosto de 2023 -                      | [ 30 ]                                   |
| Ministerio de Agricultura y Ganadería                                         | Carlos Alcibiades Giménez Díaz           | Médico Veterinario                       | 15 de agosto de 2023 -                      | [ 31 ] [ 32 ]                            |
| Ministerio de Industria y Comercio                                            | Javier Giménez García de Zúñiga          | Administrador de Empresas                | 15 de agosto de 2023 -                      | [ 33 ]                                   |
| Ministerio de Defensa Nacional                                                | Gral. EJ. (R) Óscar Luís González Cañete | General del Ejército                     | 15 de agosto de 2023 -                      | [ 34 ] [ 35 ]                            |
| Ministerio de Educación y Ciencias                                            | Luis Fernando Ramírez                    | Sociólogo                                | 15 de agosto de 2023 -                      | [ 36 ]                                   |
| Ministerio de Desarrollo Social                                               | Miguel Tadeo Rojas                       | Administrador de Empresas                | 15 de agosto de 2023 -                      | [ 37 ]                                   |
| Ministerio del Ambiente y Desarrollo Sostenible                               | Rolando de Barros Barreto Acha           | Ingeniero Forestal                       | 15 de agosto de 2023 -                      | [ 38 ]                                   |
| Ministerio de Urbanismo, Vivienda y Hábitat                                   | Juan Carlos Baruja                       | Ingeniero Civil                          | 15 de agosto de 2023 -                      | [ 39 ]                                   |
| Ministerio de Tecnologías de la Información y Comunicación                    | Gustavo Villate                          | Empresario Tecnólogo                     | 15 de agosto de 2023 -                      | [ 40 ]                                   |
| Ministerio de la Niñez y la Adolescencia                                      | Walter Gutiérrez                         | Abogado                                  | 15 de agosto de 2023 -                      | [ 41 ]                                   |
| Secretaría Nacional de Deportes                                               | César Ramírez Caje                       | Exfutbolista                             | 15 de agosto de 2023 -                      | [ 42 ]                                   |
| Secretaría Nacional de Turismo                                                | Angie Duarte de Melillo                  | Licenciada en Marketing y Administración | 16 de agosto de 2023 -                      | [ 43 ]                                   |
| Secretaría Nacional de Cultura                                                | Adriana Ortiz Semidei                    | Psicóloga y Diseñadora de moda           | 15 de agosto de 2023 -                      | [ 44 ]                                   |
| Secretaría Nacional por los Derechos Humanos de las Personas con Discapacidad | Yody Marlene Ledesma                     | Médica pediatra                          | 15 de agosto de 2023 -                      | [ 45 ]                                   |
| Secretaría Nacional de la Juventud                                            | Florencia Taboada Evreinoff              | Internacionalista y economista           | 15 de agosto de 2023 -                      | [ 46 ]                                   |
| Secretaría Nacional de la Juventud                                            | Salma Agüero                             | Sin profesión                            | 7 de junio de 2024 -                        | [ 47 ]                                   |
| Secretaría Nacional Antidrogas                                                | Jalil Rachid                             | Abogado                                  | 15 de agosto de 2023 -                      | [ 48 ]                                   |
| Secretaría Nacional de Inteligencia                                           | Marco Alcaraz                            | Abogado                                  | 15 de agosto de 2023 -                      | [ 48 ]                                   |
| Vocería de la Presidencia de la República                                     | Paula Carro                              | Periodista y abogada                     | 24 de enero de 2024 - 1 de enero de 2025    | [ 49 ] [ 50 ]                            |
| Vocería de la Presidencia de la República                                     | Guillermo Grance                         | Periodista                               | 2 de enero de 2025 -                        | [ 51 ]                                   |

## Controversias
En octubre de 2017, recibió críticas generalizadas en diversos sectores sociales debido a que, a pesar de no ocupar una posición de mandatario ni un cargo estatal, empleó a un miembro del Ejército Paraguayo para proporcionar asistencia en la sujeción de un paraguas.
En una entrevista concedida al diario Última Hora, Peña negó cualquier relación laboral con Horacio Cartes, afirmando explícitamente: «Yo no soy ni abogado de Horacio Cartes ni trabajo en las empresas de Cartes». Esta declaración quedó en entredicho cuando se hizo pública la planilla de pagos del Banco Basa, una entidad financiera perteneciente al Grupo Cartes, donde figuraba su remuneración.
En septiembre de 2021, Peña enfrentó críticas por su participación en un acto político junto a Óscar González Chaves, quien, junto a su padre Óscar González Daher, había sido condenado por delitos de lavado de dinero y enriquecimiento ilícito. Durante su campaña presidencial para las elecciones de 2018, Peña había expresado su apoyo a González Daher cuando este último estaba siendo cuestionado por prácticas irregulares, utilizando la frase: «Querido Óscar, mucho se te cuestiona, pero solamente al árbol que da frutos le tiran piedras».
Críticos de Peña alegan que, de asumir como presidente, sería solo un «secretario» de Horacio Cartes, con Cartes sirviendo como el verdadero tomador de decisiones. Un ejemplo de ello fue en diciembre de 2021, cuando Blanca Ovelar criticó a Peña diciendo:

«Yo creo que Santiago Peña va a cumplir el deseo de una personalidad como Horacio Cartes, de tener un secretario como presidente de la República. Yo no quisiera eso. Cualquier rico y poderoso de este país quisiera tener un secretario como presidente».
Blanca Ovelar

En marzo de 2022, Peña enfrentó acusaciones realizadas por el ciberactivista Alfredo Guachiré, quien además publicó documentos, alegando que Peña habría construido su residencia por un valor de ₲ 725 millones en una propiedad perteneciente a la Municipalidad de Asunción. Según la denuncia, Peña no estaría pagando impuestos por el terreno en cuestión, el cual está ubicado en el barrio Trinidad de la capital de Paraguay.
En una reunión en Itapúa en febrero de 2023, Peña hizo una afirmación en la que mencionó que los argentinos «no quieren trabajar». Esta declaración generó una respuesta del embajador de Argentina en Paraguay, Domingo Peppo, quien en redes sociales afirmó que el pueblo argentino es conocido por su dedicación al trabajo y su esfuerzo, destacando la laboriosidad de la sociedad argentina a lo largo de su historia. La declaración de Peña provocó un debate y controversia en ambos lados de la frontera entre Paraguay y Argentina sobre los estereotipos y percepciones mutuas entre ambas naciones.
En ese mismo mes, en una entrevista a Folha de S. Paulo, Peña elogió la dictadura de Alfredo Stroessner, afirmando que fue «responsable de más de 50 años de estabilidad en Paraguay». Dichas declaraciones causaron críticas por parte de activistas y políticos de la oposición, mientras que el historiador Claudio Fuentes manifestó que Peña hizo dichas declaraciones con el fin de buscar el voto «conservador o ultraconservador» dentro del Partido Colorado, recordando el pasado liberal y anteriores declaraciones «abiertas» de Peña. Peña además afirmó que Stroessner, quien accedió al poder luego de un golpe de Estado en 1954, había llegado al poder como resultado de un «acuerdo político», lo que resultó en usuarios de redes sociales ironizando sus expresiones compartiendo fotografías relacionadas con la dictadura, pero afirmando que sus protagonistas acompañaban el «acuerdo político». Peña minimizó el impacto de la dictadura, argumentando que solo hubo un «déficit en derechos humanos» y defendiendo la gestión de Stroessner como un periodo que rompió con la inestabilidad política del país y evitó calificar el gobierno de Stroessner como una dictadura, afirmando que existieron aspectos positivos en su administración, que supuestamente ayudaron a Paraguay a enfrentar crisis.
«Creen que los cargos que tienen son porque son guapitos, porque tienen la pared llena de títulos, pero los que llegan a los cargos llegan gracias al Partido Colorado». 
—Santiago Peña (2 de abril de 2023)
En un evento político en abril de 2023, Santiago Peña sostuvo que acceder a cargos en el Estado depende más del respaldo del Partido Colorado que de los méritos académicos o el esfuerzo personal. Aunque reconoció el valor de la formación, enfatizó que el verdadero acceso a posiciones de poder se obtiene mediante los votos y la afiliación partidaria. Sus palabras desataron controversia, ya que fueron interpretadas como una desvalorización de la preparación técnica en favor del clientelismo.
En febrero de 2024, la mayoría de los legisladores del ala cartista del Partido Colorado y aliados lograron sacar adelante una moción para quitarle la investidura y expulsar del cuerpo a la senadora Kattya González, una de las figuras más prominentes de la oposición.Los opositores al gobierno se manifestaron entonces para exigir la «restauración del orden democrático».

## Distinciones y condecoraciones

### Condecoraciones

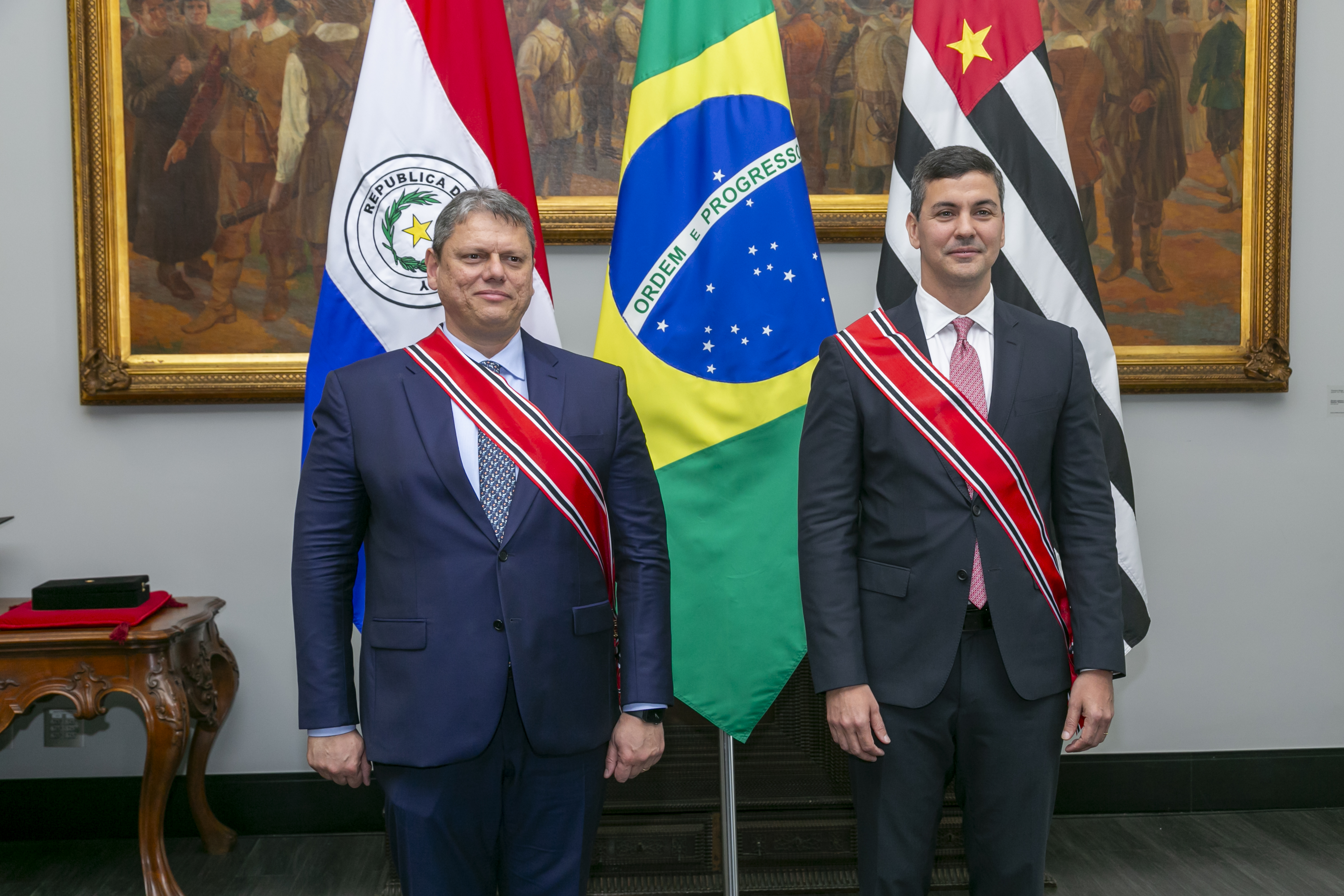
Peña y Tarcísio de Freitas a mediados de 2023

- Orden de Ipiranga, São Paulo (Brasil). Otorgada por el gobernador Tarcísio de Freitas por «reconocer a los ciudadanos brasileños o extranjeros por sus méritos personales y los servicios de relevancia prestados al estado y a su gente.» (2023).[72]

### Otras distinciones
Premio Gesher
- Otorgado por el Comité Judío Estadounidense por su apoyo a Israel y «los fuertes lazos históricos y de valores compartidos entre Paraguay y el pueblo judío.» (2025).[73]

## Publicaciones
- Determinantes de la Inflación en Paraguay: Alza de Costos o Presiones de Demanda. Working Paper (2008).
- Restructuración del Banco Nacional de Fomento. Capítulo 6 del libro Paraguay: Haciendo frente a la trampa del estancamiento y la inestabilidad, Fondo Monetario Internacional (2009).
- Evaluación comparativa de la eficiencia del sector bancario a través de bloques regionales en África Sub-Sahariana: ¿Margen de la política? (2013).[74]

## Historial electoral
|  | 43,30 % |

|  | 51,60 % |

|  | 42,74 % |